# 星际之门

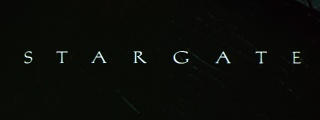

《星际之门》，简称《星门》，指的是由1994年电影《星際之門》开始，并由其后继的作品發展成一个精心设计的虚拟宇宙组成的科幻影視系列。除了最初的電影以外，故事目前還有3部真人演出电视剧——《星際之門：SG-1》、《星际之门：亚特兰帝斯》及《星际之门：宇宙》、4部真人演出的電視電影、一部动画系列剧（星際之門：永恆）、多本小说和其他的衍生作品种继续發展著。

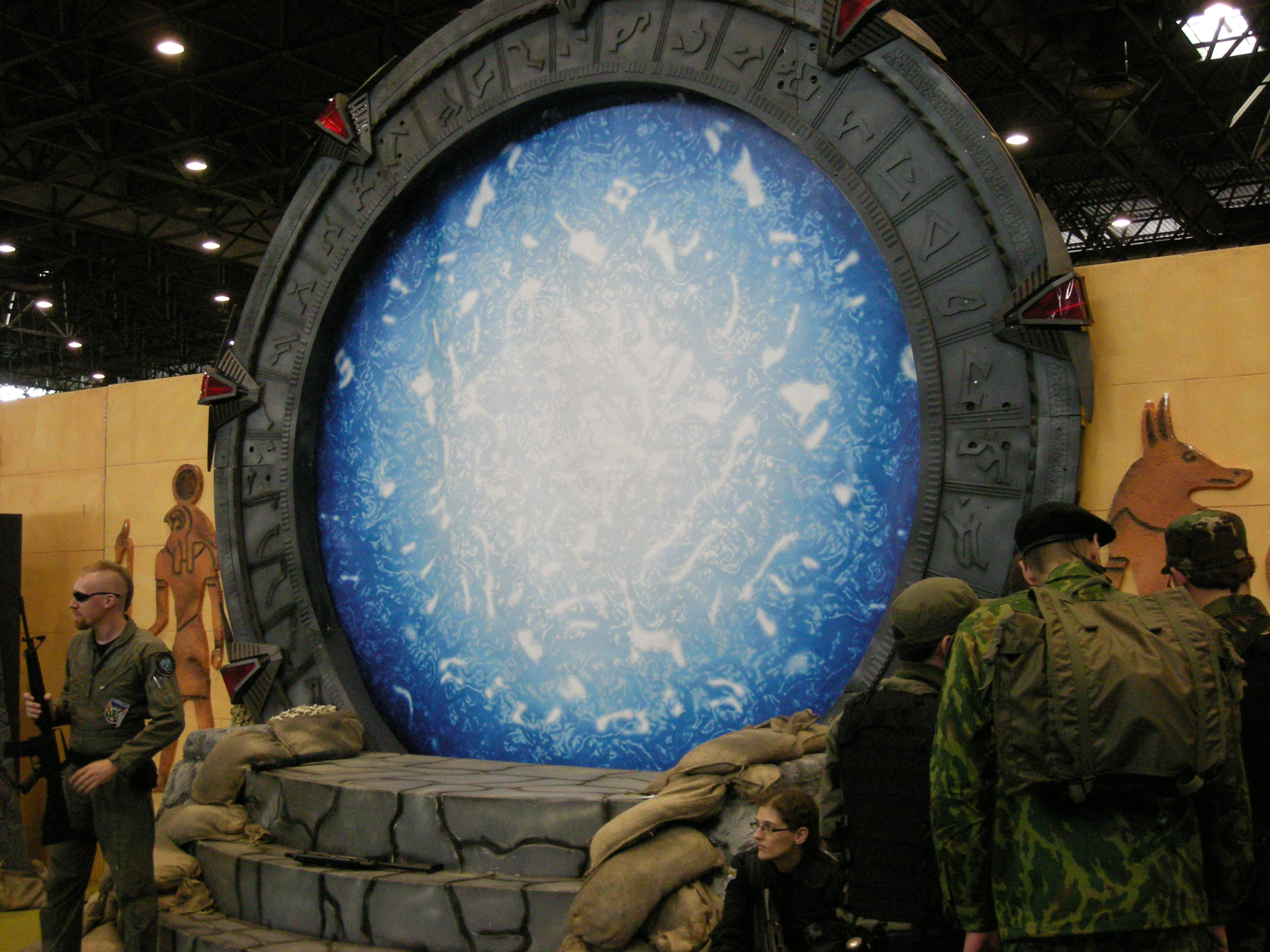
2009年日本博览会所展示的星门模型

## 製作由來
这个由米高梅拥有的授權節目從1994年以来都是成功的。但是由于多个开发者多年的分离工作和独立的授权经营，总体来说不同的星门产品並不是完全连贯的。即没有一套作品形成一个“正确的” 世界觀。基本上这个由最初的电影开始，并由《星際之門：SG-1》（1997年至2007）和《星際之門：亞特蘭蒂斯》（2004年至2009）继续着的故事有着最大的影迷基础並視為正統。
所有的《星际之门》系列产品都以星門的假设为中心：在系列中，星門是一种圆环形的外星人傳輸设备網路，允许人或物體被远程传送到撥號撥通的光年级距外另一個星門。除了完全虚构，绝大多数星门作品年代被设定在现代，并有一些預想的创造情节（plots）導致現實中該時間點經過後有部分出入和直接矛盾。因此，星门計畫的存在被描述成美國最高军事机密，以彌補和容忍這些現實矛盾。
在这个故事里，大多数地球的神话都以远古外星人控制地球文明的各種事件为解释基础。最引人注目的是，一个外星种族（即SG-1中的Goa'uld（一种长得像黄鳝并寄生于人体神经系统的高智能生物））奴役了古埃及的居民并创造了他们的埃及文化和宗教。作为神，他们奴役人类并用星门运送劳工到其他的可居住的星球。但是，在一次成功的叛乱之后，外星人被迫離去，星門也被埋葬和遗忘，直到1928年它被重新发现。
2006年，Stargate SG-1以播映时间最长的科幻连续剧被载入吉尼斯世界纪录，只有播映时间最长的英國科幻影集《異世奇人》能超过它。

## 电影

### 星际之门（Stargate）
科幻片《星际之门》于1994年发行，由狄恩·德夫林（Dean Devlin）及羅蘭·艾默瑞奇（Roland Emmerich）编剧、艾默瑞奇執导，卻·羅素及占士·史碧達主演。这部电影设定了星門裝置的来源和系列的开始，亦介紹了系列中兩個主要角色：丹尼爾·傑克森博士（Dr. Daniel Jackson，占士·史碧達飾）與傑克·奧尼爾上校（Jack O'Neil，卻·羅素飾）。

## 电视剧

### 星际之门：SG-1（Stargate: SG-1）

本銀河系的機械式星門型式

《星際之門：SG-1》是一个在1997年7月12日开始播出的电视剧。它原先在美国Showtime频道播出，第5季以后转移到科幻频道。该剧由布萊德·賴特（Brad Wright）及喬傑森·格拉斯纳（Jonathan Glassner）撰写，李察·狄恩·安德森（Richard Dean Anderson，飾改了串字的傑克·奧尼爾—Jack O'Neill）、迈克尔·山克斯（饰丹尼爾·傑克森）、Amanda Tapping及Christopher Judge等主演。

### 星际之门：永恆（Stargate: Infinity）
2002年9月14日首播，26集星際之門系列動畫使用類似的世界觀，但是收視群比影集小得多，所以並未被視為正統世界觀的一部分故事。

### 星际之门：亞特蘭帝斯（Stargate: Atlantis）

飛馬座的電子式星門型式

《星际之门：亚特兰蒂斯》（英文Stargate Atlantis，简称SGA）是作为Stargate SG-1的一个衍生剧集开始的。SG-1本准备继续它的第7季和第二个故事片，但是当SG-1的第8季时，预定的电影变成了2集的季末终结篇"Lost City"，Stargate Atlantis的设定也被移到了飞马星系。这样就可以让这两个节目在同一个虚构宇宙中并存，之后这两个节目甚至开始互相连接，基本上实现了观众想同时看两个节目的愿望。这个节目是由大多数的SG-1原班人马在同一个摄影棚里制作的。
Atlantis于2004年7月16日在（美国）Sci-Fi（科幻）频道初次上演，由Joe Flanigan和Torri Higginson主演，Rainbow Sun Francks、David Hewlett和Rachel Luttrell为配角。Hewlett与Higginson先前在SG-1中有角色。在Atlantis的第二季中，Paul McGillion和杰森·莫玛（代替Francks）加入了常规演员的行列。该剧集已在第五季完結。
故事记叙了“亚特兰蒂斯探险队”的探险家们（军事力量和平民科学家的混合）来到了飞马星系以搜寻由强大的种族古人（Ancients）留下的“失落的城市”Atlantis。在SG-1第7季里寻找失落城市的过程中粗略提到的很多要点在这里被展开发挥, SG-1里设定的古人也在一个更完整的层面上得到了展示。到达亚特兰蒂斯后，探险队发现飞马星系被一种极坏的敌人"the Wraith"所控制，在寡不敌众和孤立无援的情况下，他们必须保护自己。
该剧集赢得了给演员、视觉效果、导演（包括WorldFest Platinum Award授予David Winning为其在第一季早期的指导工作）的奖项。Atlantis被证明和SG-1一样的成功（Nielson Ratings一贯在1.9的区域）。尽管如此，制片人声明他们不希望节目像SG-1那样长，这主要是因为SG-1的成功有很大运气的因素。

### 星际之门：宇宙（Stargate: Universe）
2009年10月2日首播，故事講述人類發現以九個符號構成的未知星門地址，並在一個行星上利用行星地核供應星門動力進行研究。由於基地遭受到攻擊，因此基地的人員開啟了星門進行撤離，由於擔心地球被行星崩潰的震波捲入，因此基地研究人員冒險使用了未知的地址，開啟後到達了一艘古人的太空船，在太空船上生存的故事由此展開。

## 小說

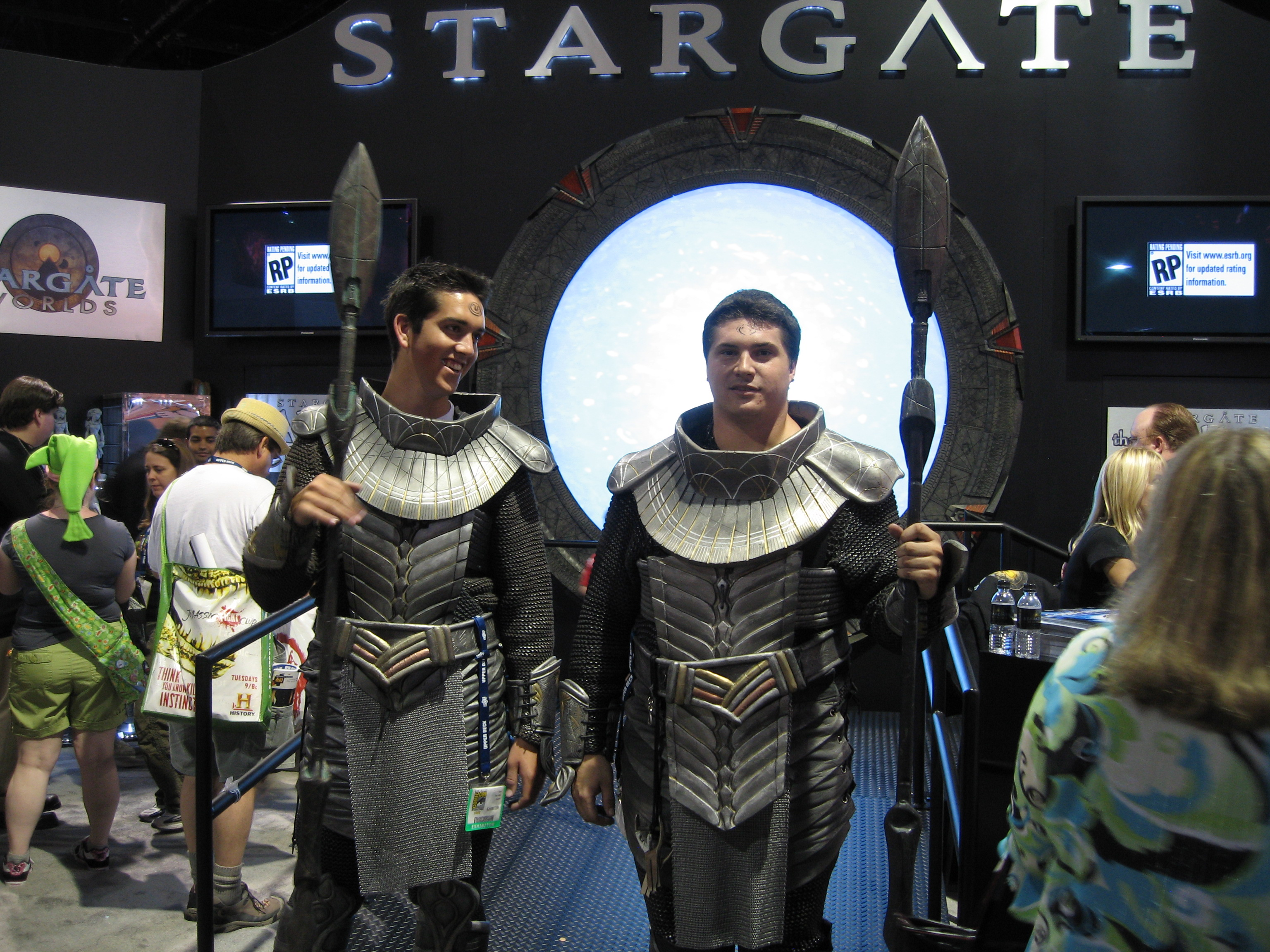
漫畫展中的扮演者

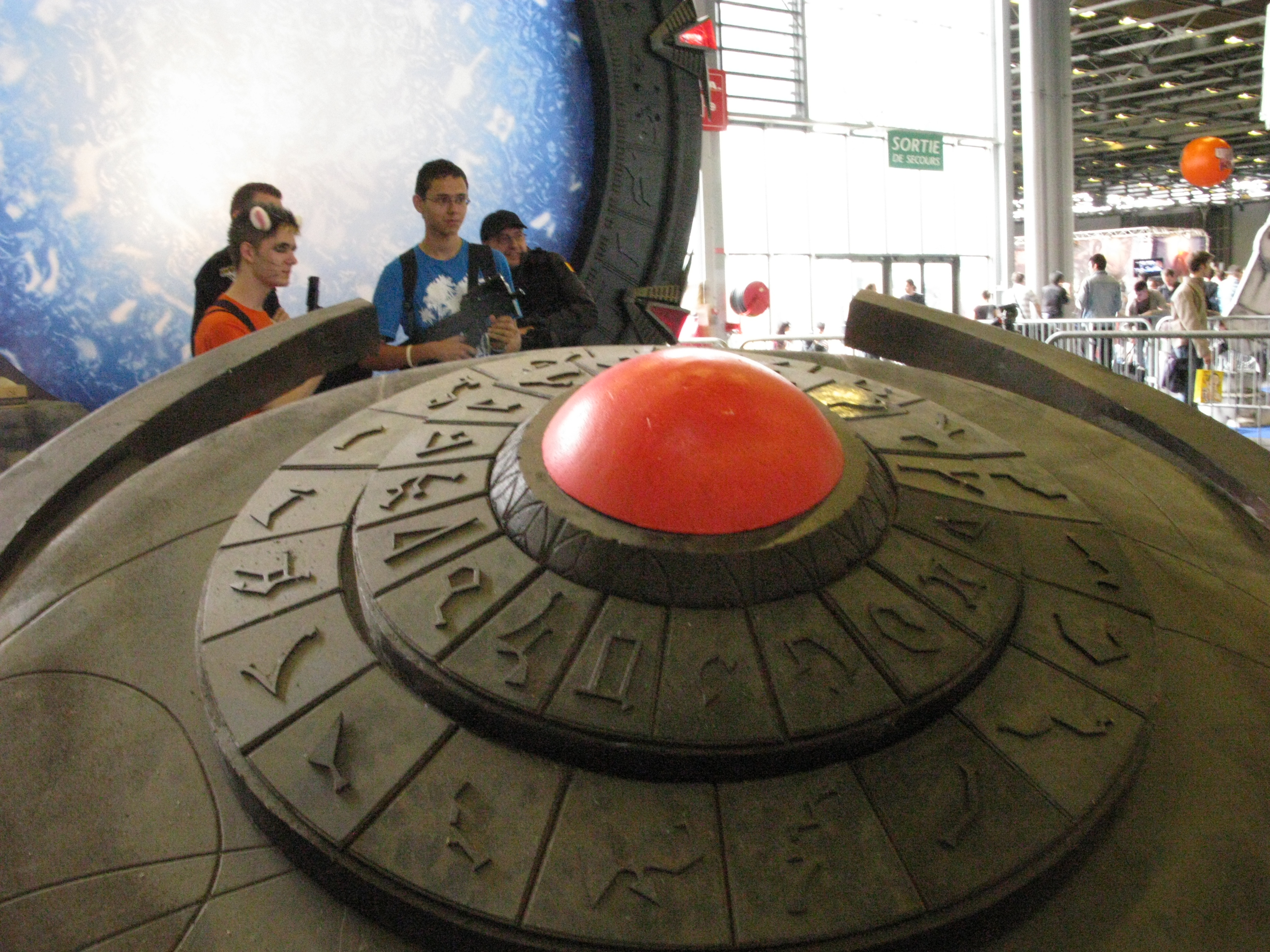
撥號盤

在Stargate基础上有三个系列的小说。一部基于电影原作，另两部基于Stargate：SG-1和Stargate Atlantis这两部电视剧。短篇小说也被发表在官方的《星门杂志》（Stargate Magazine）里。
一系列Bill McCay写的书讲述了电影的非官方结局，他们在1996年到1999年间出版。这些书是在咨询了Dean Devlin和Roland Emmerich的原作注释后，尝试想象电影会“向哪走”而制作出来的。两方面都没评论McCay的解释的对错。

## 漫画
一系列基于Stargate SG-1和Stargate Atlantis的漫画书在2003年开始由Avatar Press出版。目前，已有5本出版，故事由James Anthony撰写，由Jorge Correa繪製。

## 電玩
- Alderac Entertainment制作了一个Stargate 角色扮演游戏（RPG）（英语：Stargate SG-1 (roleplaying game)）。出版商和米高梅的员工都认为他符合原作精神。[11]但是，当索尼买下MGM以后，他们失去了制造Stargate RPG遊戲的许可。
- Acclaim娛樂公司（英语：Acclaim Entertainment）发布了两个基于电影的电视游戏。
- 線上遊戲星門世界（英语：Stargate Worlds）於2008/1/4公佈，預計2009後上線營運，最后此项目被放弃。

### 官方网站
- SciFi 频道 Stargate 网站 （页面存档备份，存于）
- 米高梅 Stargate 电影 （页面存档备份，存于）
- Stargate SG-1 官方网站 （页面存档备份，存于）
- Stargate Atlantis 官方网站 （页面存档备份，存于）

### 英文爱好者网站
- GateWorld （页面存档备份，存于）
- Stargate SG-1 Solutions 维基 （页面存档备份，存于）